# Провулок Косачів (Житомир)
Провулок Косачів — провулок у Богунському районі міста Житомира.

## Розташування та забудова
Провулок розташований в північній частині Старого міста, історична назва якої «Новоє Строєніє» («Нова Будова»), у місцевості Гончарна Слобода.   
Провулок поєднує вулиці Івана Мазепи та Князів Острозьких.  
У провулку переважає садибна житлова забудова.   

## Історія
Провулок являє собою збережену частину Старогончарного шляху, що оминав тодішнє місто з півночі та прямував з північно-західної околиці міста (лівого берега річки Кам'янки, району Рудні) до північно-східного передмістя через Гончарний хутір, що існував у XIX ст. До Старогончарного шляху належала також нинішня Старогончарна вулиця. Згідно з мапами кінця XIX — першої половини XX ст., провулок Косачів тривалий час мав спільну назву зі Старогончарною вулицею — Гончарний провулок, Старогончарний (провулок?).  
До 1995 року, починаючи з 1950-х років, провулок мав назву вулиця Лесі Українки, хоча був ізольований від основної частини цієї вулиці забудовою. Згідно з генпланом, передбачалося приєднання провулку Косачів до вулиці Лесі Українки з подальшим  його розширенням  до параметрів вулиці. Так, будинки №№ 1, 2, 3, 4, 5, 6 збудовані паралельно до осі запроєктованої вулиці Лесі Українки. У 1995 році надано нинішню назву, пов'язану з постаттю Лесі Українки — на честь батьків Лесі Українки (Лариси Косач).
Історична забудова провулку (його північна сторона, ближче до вулиці Князів Острозьких) сформувалася до початку XX ст. Сучасна забудова провулку сформувалася в 1950-х роках. Тоді постала щільна забудова південного боку провулку.   